# Edgar Leonard
Edgar Welch Leonard (ur. 19 lipca 1881 w West Newton, zm. 7 października 1948 w Nowym Jorku) – amerykański tenisista, mistrz olimpijski w grze podwójnej oraz brązowy medalista w grze pojedynczej z Saint Louis (1904).

## Życiorys
Urodził się 19 lipca 1881 w West Newton w Newton w stanie Massachusetts.
Był absolwentem Uniwersytetu Harvarda, na którym był kapitanem drużyny tenisowej.
Podczas olimpiady w Saint Louis zdobył dwa medale w tenisie – wspólnie z Bealsem Wrightem został mistrzem olimpijskim w grze podwójnej, indywidualnie zdobył brązowy medal, przegrywając w półfinale z Robertem LeRoyem.
W latach 1901–1906 oraz 1911–1913 występował w US Open.
Pomagał ojcu w prowadzeniu w prowadzeniu przedsiębiorstwa w branży wełniarskiej. Od 1915 mieszkał w Nowym Jorku, gdzie prowadził firmę brokerską, zasiadał również w radach nadzorczych innych przedsiębiorstw.
Zmarł 7 października 1948 w Nowym Jorku.